# Frederick Treves (médecin)
Pour les articles homonymes, voir Frederick Treves.
 Frederick Treves, né le 15 février 1853 à Dorchester, dans le Dorset et mort le 7 décembre 1923 à Lausanne, 1er baronnet, est un chirurgien britannique des ères victorienne et édouardienne. Il est connu pour avoir traité le patient Joseph Merrick (1862-1890), surnommé « Elephant Man », devenu son ami, et pour avoir été en Angleterre le premier chirurgien à effectuer une appendicectomie en 1888. Il sauve la vie du roi Édouard VII, grâce à cette opération, en juin 1902.

## Biographie

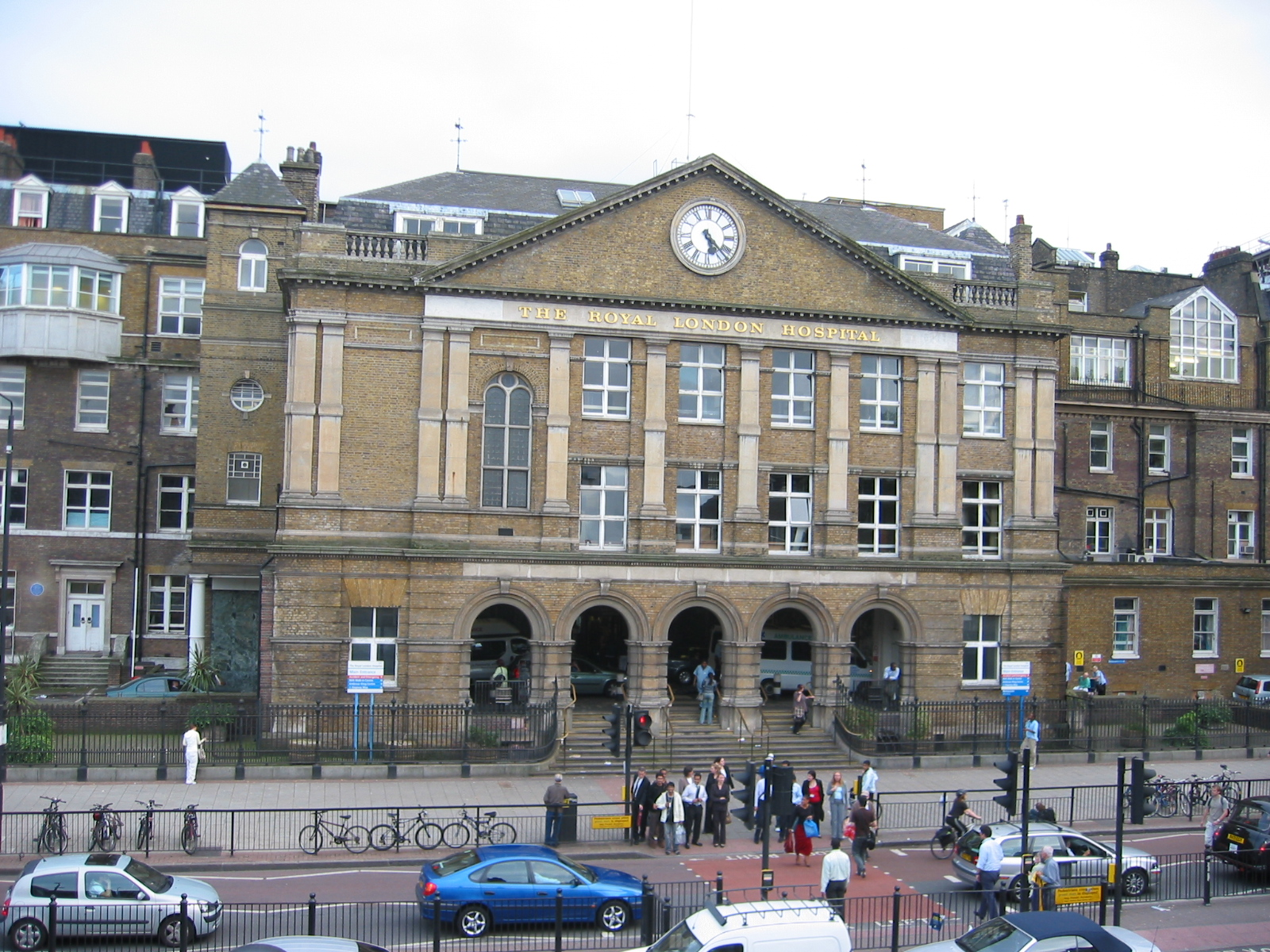
La façade du Royal London Hospital.

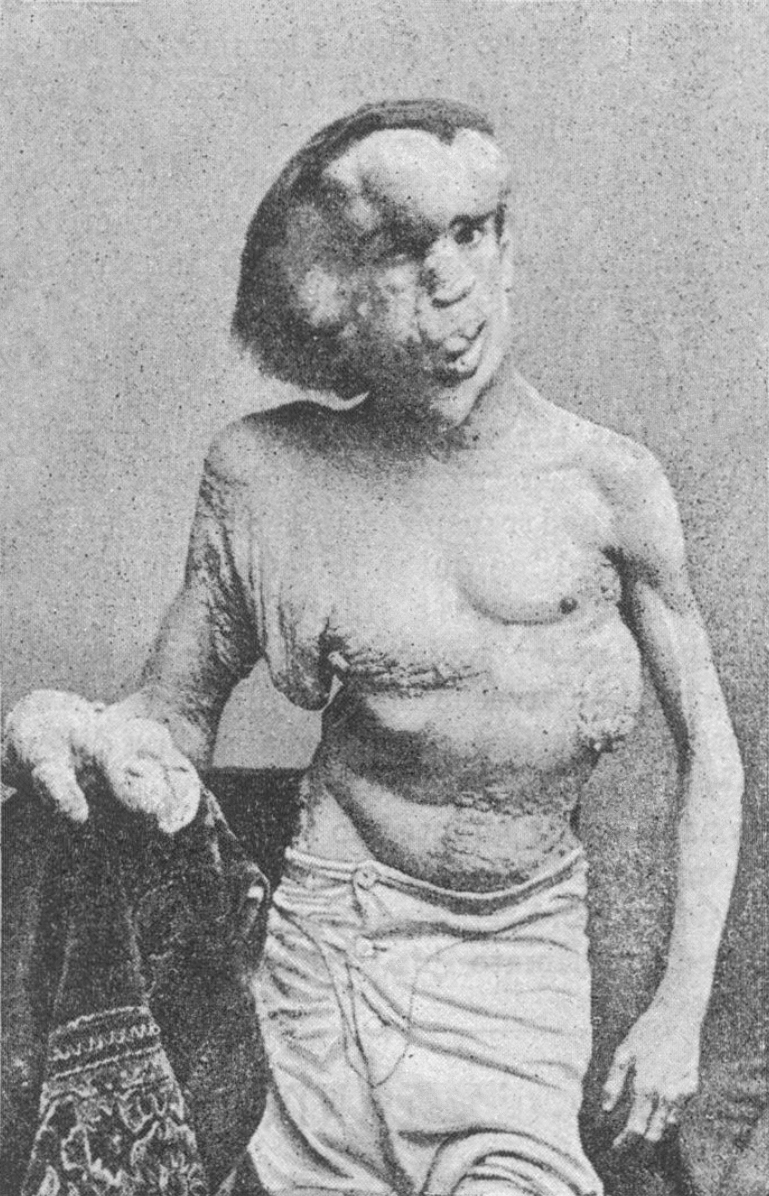
La dernière photographie de Joseph Merrick (1862-1890).

Frederick Treves est le fils d'un  tapissier nommé William Treves et de sa femme Jane, née Knight. Dans son enfance, il fréquente une école dirigée par le poète William Barnes, qui utilisait dans ses œuvres le dialecte du Dorset. Il devient chirurgien et se spécialise en chirurgie abdominale au Royal London hospital où il exerce à la fin du XIXe siècle et au début du XXe siècle. Il réalise la première appendicectomie d'Angleterre, le 29 juin 1888. Il épouse Ann Elizabeth Mason en 1877. En 1884, Treves examine pour la première fois Joseph Merrick, connu sous le nom d'Elephant Man, qui était exhibé par un forain du nom de Tom Norman dans une boutique située de l'autre côté de Whitechapel Road, en face du London Hospital. Vers 1886 Treves fait rentrer Merrick au London Hospital, où il restera jusqu'à sa mort survenue en avril 1890. Dans ses mémoires Treves fait une erreur dans le prénom de Joseph Merrick, qu'il appelle John Merrick ; cette erreur sera ensuite répandue par d'autres biographes de Joseph Merrick.
Durant la seconde guerre des Boers (1899-1902), Treves se porte volontaire pour soigner les blessés dans un hôpital de campagne du Transvaal. Il publie par la suite le récit de cette expérience dans Le Conte d'un hôpital de campagne (The Tale of a Field Hospital) sur la base d'articles rédigés sur le terrain pour le British Medical Journal.

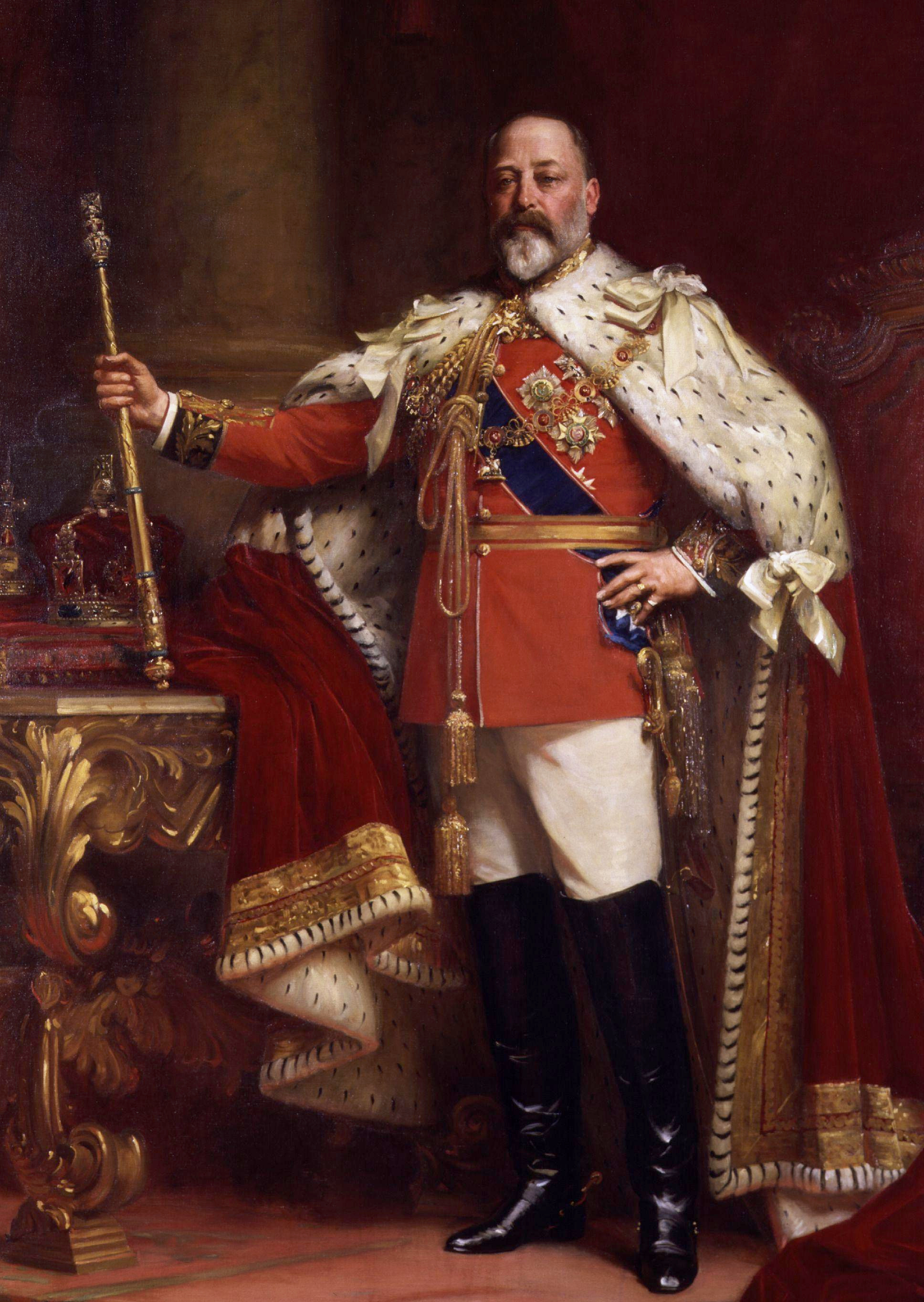
Édouard VII du Royaume-Uni à son couronnement.

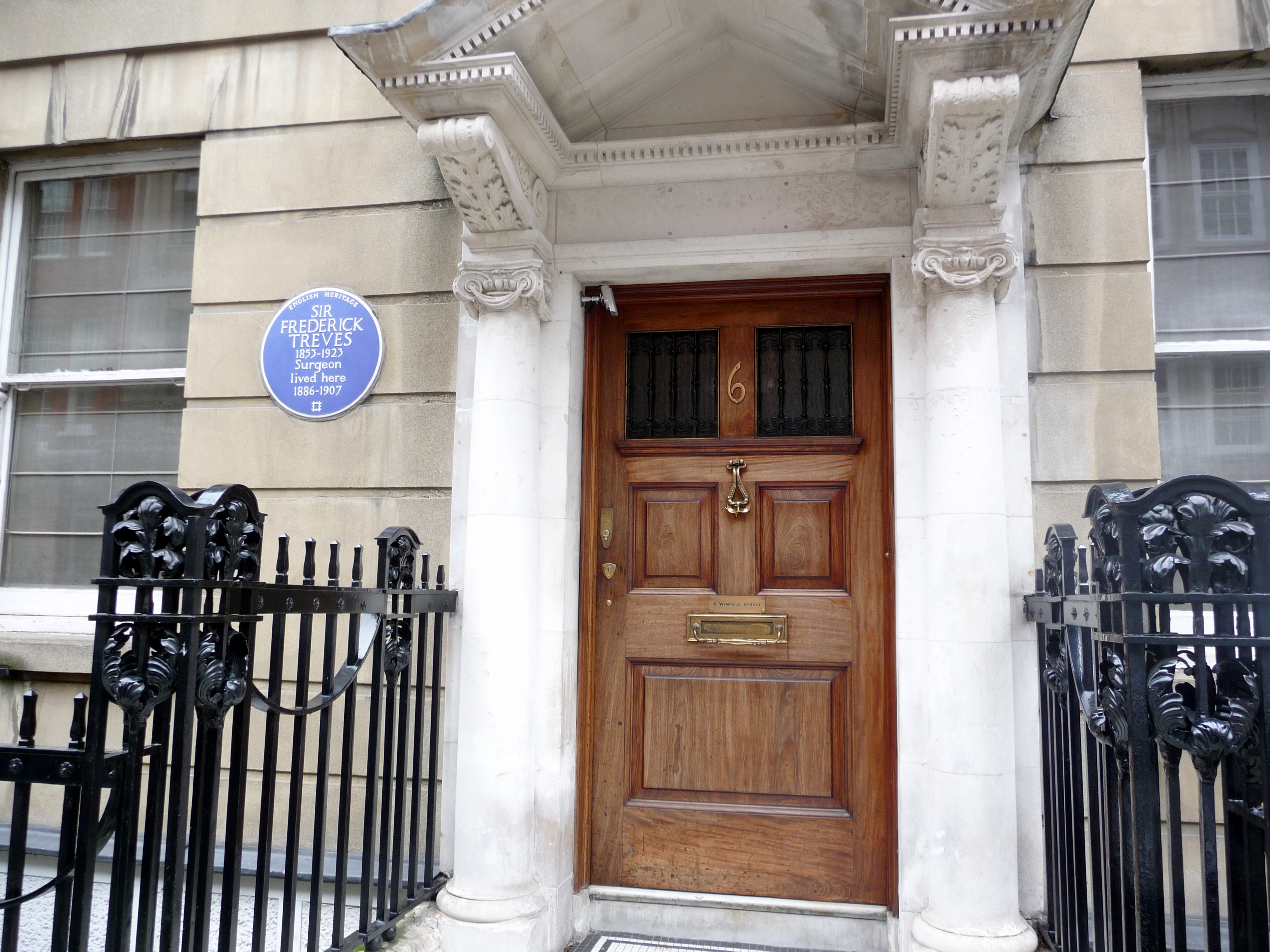
L'entrée de l'immeuble du 6, Wimpole Street, à Londres, où vécut Sir Frederick Treves, de 1886 à 1907.

En mai 1901, Treves est nommé chirurgien-sergent (« Serjeant Surgeon ») du roi Édouard VII, dont le couronnement doit avoir lieu le 26 juin 1902. Mais le 24 juin 1902, le roi tombe gravement malade, victime d'une appendicite. Avec la caution de Lord Lister, Treves réalise l'intervention chirurgicale, une appendicectomie, radicale pour l'époque, consistant à drainer l'appendice infecté à travers une petite incision. Ce traitement audacieux a lieu en un temps où l'appendicite n'est pas traitée chirurgicalement et comporte une mortalité élevée. Le roi commence par refuser de subir l'intervention, mais Treves insiste en déclarant que s'il n'est pas autorisé à opérer, il y aura des funérailles à la place du couronnement. Le lendemain de son opération, Édouard est assis dans son lit et fume le cigare.
Treves reçoit en récompense le titre de baronnet (ce qu'Édouard VII avait décidé avant d'être opéré) et la chirurgie de l'appendicite entre dans la pratique médicale courante. Treves se voit aussi garantir l'usage de Thatched House Lodge dans Richmond Park et peut ensuite prendre sa retraite anticipée. De 1902 à 1910, il est le chirurgien-sergent de la Maison Royale. Il est aussi l'un des fondateurs de la Croix-Rouge britannique, et le premier président de la « Society of Dorset Men » (Société des Gens du Dorset).
Vers 1920, Sir Frederick s'installe en Suisse où il meurt, à Lausanne, le 7 décembre 1923 à l'âge de 70 ans. La cause de sa mort est une péritonite, une affection qui, de manière ironique, résultait fréquemment d'une rupture de l'appendice avant l'apparition des antibiotiques. Ses funérailles ont lieu en l'église Saint-Peter de Dorchester, dans le Dorset, le 2 janvier 1924. Le Roi et la Reine y ont été représentés par Lord Dawson. Son ami de toujours Thomas Hardy participe à la cérémonie dont il choisit les hymnes. Il compose pour l'occasion un poème qu'il fait publier dans le Times et qui commence par ces mots : « Le soir, quand le monde sut qu'il était mort...  » (« In the evening, when the world knew he was dead... »). Ses cendres reposent au cimetière de Fordington dans le Dorset.

## Œuvres
Treves est l'auteur de nombreux livres, parmi lesquels  
- The Elephant Man and Other Reminiscences (1923) (L'Homme-éléphant et autres souvenirs)
- Surgically Applied Anatomy (1883) (Anatomie appliquée à la chirurgie)
- The Highways and Byways of Dorset (Routes et chemins du Dorset, son comté d'origine
- A Student's Handbook of Surgical Operations (1892) (Manuel des opérations chirurgicales pour les étudiants)
- Uganda for a Holiday (Vacances en Ouganda)
- The Land That is Desolate (Le Pays désolé)
- The Cradle of the Deep (1908) (Le Berceau des profondeurs).

Ce dernier volume est un récit de ses voyages aux Antilles, entrecoupées de fragments de leur histoire relatant (entre autres) la mort du pirate Barbe Noire, l'éruption de la Montagne Pelée qui détruisit la ville de Saint-Pierre en Martinique, et un puissant tremblement de terre à Kingston (Jamaïque), où il était arrivé peu après cette catastrophe.

## Le personnage de fiction

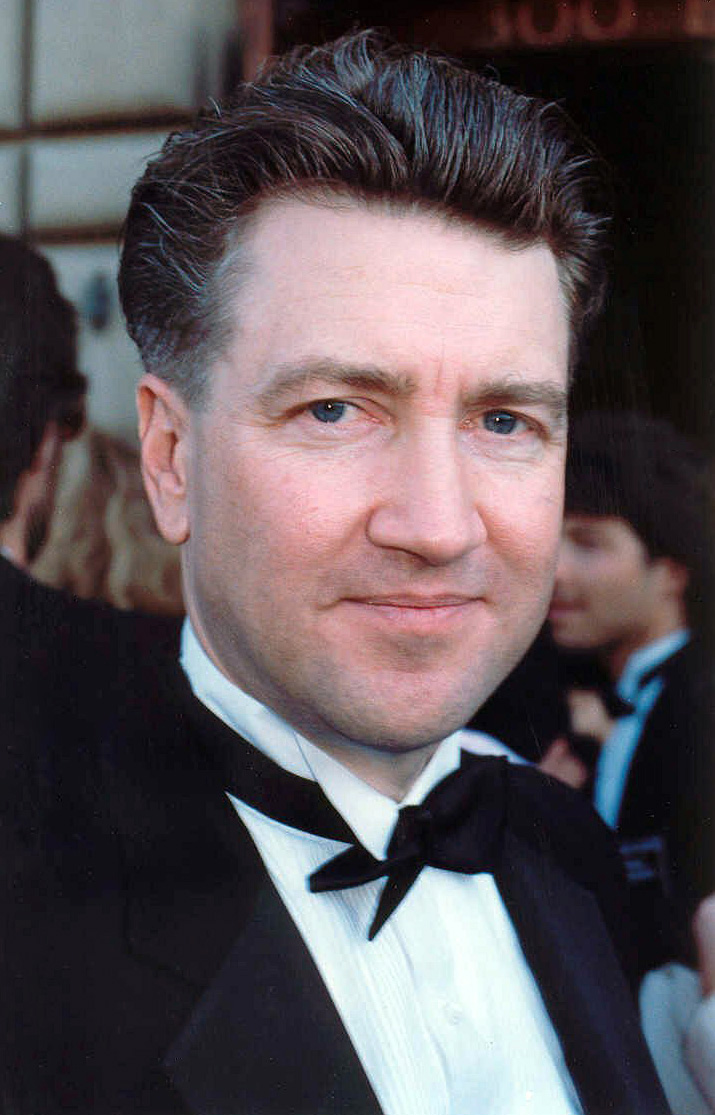
David Lynch, réalisateur du film Elephant Man (1980), photographié en 1990.

Treves est l'un des personnages principaux d'une pièce de théâtre de Bernard Pomerance intitulée The Elephant man  (1977) sur la vie de Joseph Merrick, ainsi que d'un film de David Lynch, Elephant Man (1980) où il est interprété par Anthony Hopkins. Dans ce film, l'acteur anglais Frederick Treves, le petit neveu homonyme de Sir Frederick Treves, interprète le rôle d'Alderman.